# Weiding (Schwandorf)
Weiding és un municipi situat al districte de Schwandorf, a l'estat federat de Baviera (Alemanya), amb una població a finals de 2016 d'uns 474 habitants.
Està situat a l'est de l'estat, a la regió d'Alt Palatinat, prop de la riba del riu Naab —un afluent esquerre del Danubi— i de la frontera amb la República Txeca.